# Кудашманово
Кудашма́ново (баш. Ҡоҙашман) — деревня в Белорецком районе Республики Башкортостан России. Входит в состав Ишлинского сельсовета.

## География

### Географическое положение
Расстояние до:
- районного центра (Белорецк): 60 км,
- центра сельсовета (Ишля): 3 км,
- ближайшей ж.-д. станции (Улу-Елга): 8 км.

## Население
| 2002 | 2009 | 2010 |
| ---- | ---- | ---- |
| 19   | →19  | ↘16  |

Согласно переписи 2002 года, преобладающая национальность — башкиры (89 %).